# IFI16
IFI16‏ (Interferon gamma inducible protein 16) هوَ بروتين يُشَفر بواسطة جين IFI16 في الإنسان.

## الوظيفة
يُشفِّر هذا الجين أحدَ أفراد عائلة السيتوكينات HIN-200 (مستضدات نووية مُستحثة بالإنترفيرون المُكوِّن للدم مع 200 تكرار حمض أميني). يحتوي البروتين المُشفَّر على مجالاتٍ تُشارك في ربط الحمض النووي، وتنظيم النسخ، وتفاعلات البروتين-البروتين. يتمركز البروتين في النواة والنويات، ويتفاعل مع البروتين p53. وهو يُعدِّل وظيفة البروتين p53، ويُثبِّط نمو الخلايا في مسار إشارات Ras/Raf. وقد ثَبُتَ أن IFI16 يلعب دورًا في استشعار الحمض النووي داخل الخلايا - وهي سمةٌ مُميِّزة للخلايا المُصابة بالفيروسات - كما رُبِطَ بموت الخلايا التائية المساعدة CD4 المُصابة بفيروس نقص المناعة البشرية عن طريق موت الخلايا المُبرمج، وهو شكلٌ التهابيٌّ للغاية من موت الخلايا المُبرمج. في الآونة الأخيرة، تم إظهار كيف يمكن لـ IFI16، بمجرد إطلاقه خارج الخلية، أن يسبب الالتهاب عند ارتباطه بـ TLR4، حيث يعمل كنمط جزيئي مرتبط بالضرر.